# Thymoites yaginumai
Thymoites yaginumai es una especie de araña araneomorfa del género Thymoites, familia Theridiidae. Fue descrita científicamente por Yoshida en 1995.
Habita en Japón.